# Thérèse Chenu
Pour les articles homonymes, voir Chenu.
Thérèse Chenu, dite madame Desmaisons, est une graveuse au burin française du XVIIIe siècle.

## Biographie
Sœur de Pierre Chenu, elle a été l'élève de Jacques-Philippe Lebas et active à Paris durant la seconde moitié du XVIIIe siècle.
Elle est connue pour sa gravure de reproduction d'une vue de Villers-Cotterêts d'après Kloss[Qui ?], qu'elle a exécutée en collaboration avec Le Tellier[Qui ?].
Elle meurt à Paris le 2 mai 1824, deux ans après son mari Nicolas Desmaisons.

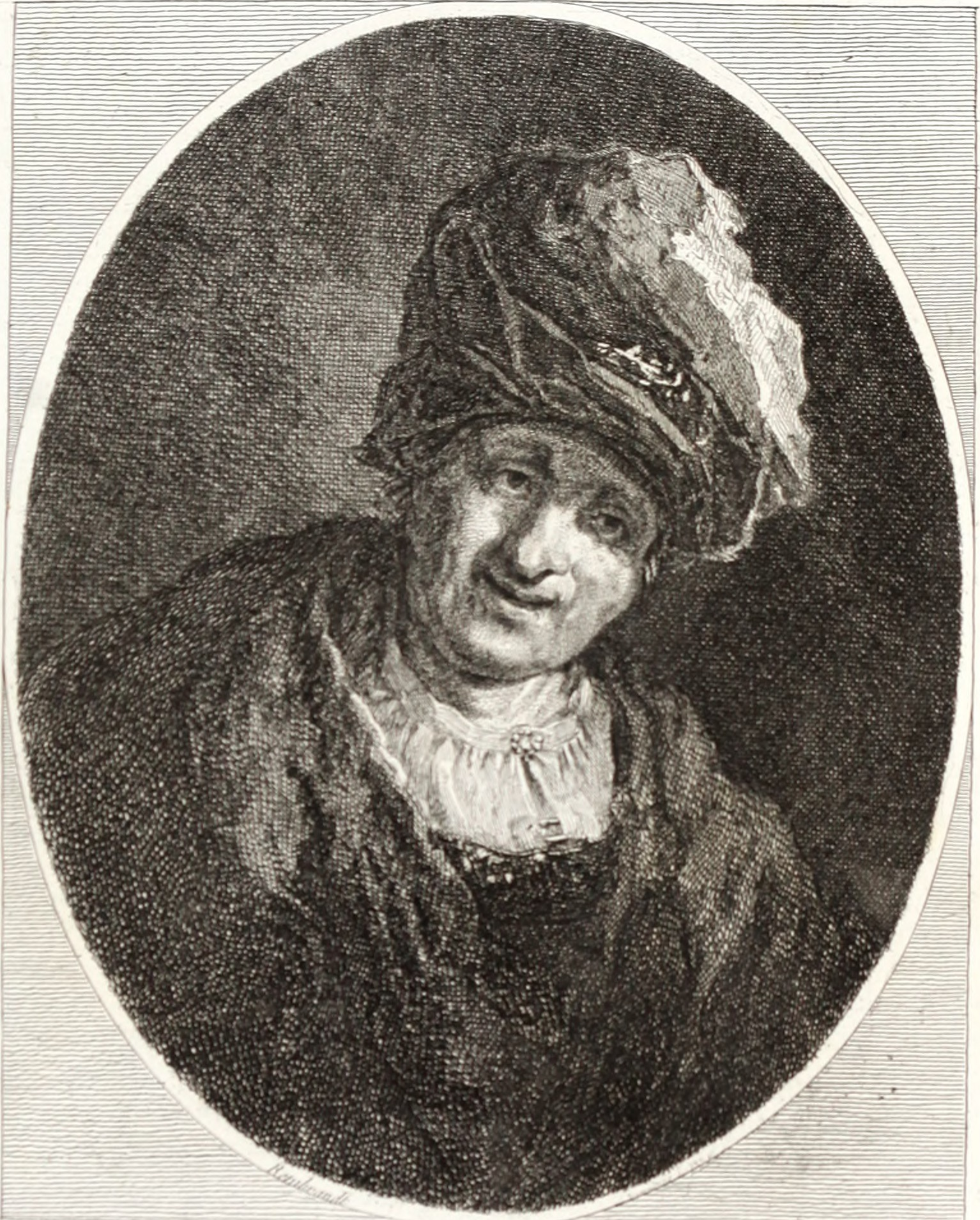
Le Buste d'un Homme avec turban, gravure de Thérère Chenu d'après Rembrandt (1781, Cooper–Hewitt, Smithsonian Design Museum).